# Kronika z Nantes
Kronika z Nantes (bretonsky Kronik Naoned, latinsky Chronicon Namnetense) je latinsky psaná kronika dějin Bretaně. Zahrnuje období bretaňských dějin od 6. století do poloviny 11. století.
Originál kroniky se nezachoval, existuje francouzský překlad části kroniky, který Pierre le Baud vložil do svého díla, které v 15. století sepsal na žádost Anny Bretaňské. V 19. století se podařilo René Merletovi shromáždit dvacet kapitol z dalších děl a roku 1896 vyšla kronika tiskem.